# Stilkopie (Musik)
Unter dem Begriff Stilkopie versteht man im musikalischen Bereich die möglichst authentische kompositorische Nachahmung einer Musikepoche oder eines einzelnen Komponisten. Im Gegensatz zum Plagiat oder der Parodie drückt der Begriff Stilkopie eine gewisse Neutralität, wenn nicht sogar eine Wertschätzung des Originals aus. 
Praktische Anwendung findet die Stilkopie vor allem bei Übungen im Musikstudium, bei der Komposition und bei der Improvisation. Eine Stilkopie genießt daher in der Regel auch selten das Ansehen einer 'richtigen' Komposition, auch aufgrund der subjektiv geringeren Schöpfungshöhe. Vereinzelt wird die Stilkopie auch als dramaturgisches Mittel im Musiktheater, Musical und Filmmusik angewendet.  
Eine weitere, aber seltenere Definition des Begriffes 'Stilkopie' findet sich auch im Orgelbau, wo sie als Bezeichnung für eine nach historischem Vorbild entworfene Orgel gebräuchlich ist.  